# Municipalità Venezia-Murano-Burano
Municipalità Venezia-Murano-Burano bezeichnet einen Stadtbezirk der Stadt Venedig. Er ist einer von sechs sogenannten Municipalità, in die das Gemeindegebiet von Venedig aufgeteilt ist. Der Stadtbezirk hat seinen Verwaltungssitz im Stadtteil Castello.

## Lage und Ausdehnung
Der Stadtbezirk umfasst die Altstadt von Venedig mit ihren Sestieri und die Inseln im nördlichen Teil der Lagune von Venedig und wird auch als „insulares Venedig“ (italienisch Venezia insulare) bezeichnet. Mit einer Fläche von 211,38 km² ist er der flächenmäßig größte Stadtbezirk von Venedig. Davon sind 92 % (194,49 km²) Wasserfläche. Der Bereich der Altstadt macht 29,5 % der Gesamtfläche des Bezirks aus. Berücksichtigt man nur die Landfläche von 7,97 km², reduziert sich die Fläche der Altstadt auf 3,8 % der Gesamtfläche.
Von der Lagune von Venedig liegen etwas mehr als 67 % im Stadtbezirk Venezia-Murano-Burano. Die restlichen knapp 33 % fallen in den südöstlich angrenzenden Stadtbezirk Lido-Pallestrina.

## Bevölkerung
Zum 31. Dezember 2024 zählte der Bezirk 55.424 Einwohner und war damit nach dem Stadtbezirk Mestre-Carpeneda der zweitbevölkerungsreichste Stadtbezirk Venedigs, allerdings mit der zweitgeringsten Bevölkerungsdichte von 262 Einwohnern je km² nach dem Stadtbezirk Lido-Pellestrina. Die Bevölkerung des Bezirks konzentriert sich mit 48.489 Einwohnern auf die Altstadt, was etwas mehr als 87 % der Gesamtbevölkerung des Bezirks, aber nur 19,3 % der Gesamtbevölkerung der Stadt Venedig ausmacht. Nur auf die Landfläche der Altstadt berücksichtigt, weist die Altstadt eine Bevölkerungsdichte von 6084 Einwohnern je km² auf. Die in der Lagune gelegenen Inseln haben 6935 Einwohner, was bei einer Landfläche der Inseln von 16,88 km² eine Bevölkerungsdichte von 410 Einwohnern je km² ergibt.

## Stadtteile
Der Stadtbezirk Venezia-Murano-Burano unterteilt sich in 24 Stadtteile, die sich auf die zwei Zonen Altstadt und Lagune aufteilen.

### Altstadt
| - Cannaregio - Castello - Dorsoduro | - Giudecca - Sacca Fisola - San Clemente | - San Giorgio Maggiore - San Marco - San Michele | - San Polo - San Servolo - Santa Croce | - Sant’Elena - Tronchetto |

### Lagune
| - Burano - La Salina - Mazzorbetto | - Mazzorbo - Murano - San Francesco del Deserto | - Santa Cristina - Sant’Erasmo - Torcello | - Vignole |

## Geschichte
Der Stadtbezirk entstand im Zuge eines am 7. Februar 2005 unter dem Vorsitz von Bürgermeister Paolo Costa verabschiedeten Gemeinderatsbeschlusses, der am 21. April 2005 in Kraft trat. Mit der Konstituierung des Stadtbezirks Venezia-Murano-Burano wurden die seit 1997 bestandenen Stadtviertel 1 (San Marco, Castello, Sant’Elena, Cannaregio), 2 (Dorsoduro, Santa Croce, San Paolo, Giudecca, Saccà Fissa), 5 (Murano, Sant’Erasmo) und 6 (Burano, Mazzorbo, Torcello) zusammengefasst.

## Verwaltung
Dem Stadtbezirk stehen ein Präsident, eine vierköpfige Bezirksregierung und ein Bezirksrat mit 28 Bezirksräten vor. Die Bezirksregierung wird vom Präsidenten ernannt. Die Wahlen zum Bezirksrat finden parallel mit der Wahl des Bürgermeisters von Venedig und des Stadtrates statt. Sechs ständige Bezirkratsausschüsse untersuchen und vertiefen Themen und Beratungsvorschläge, die in die Zuständigkeit des Rates fallen. In den Ratsausschüssen sind alle im Rat vertretenen Fraktionen vertreten. Sie bleiben nach ihrer Einrichtung bis zur Auflösung des Bezirksrats im Amt.